# Communauté de communes de Cambremer
La communauté de communes de Cambremer  est une ancienne communauté de communes française, située dans le département du Calvados et la région Normandie.

## Historique
La communauté de communes est créée le 31 décembre 2001, composée de vingt-deux communes : les dix-neuf du canton de Cambremer, Drubec, Notre-Dame-de-Livaye et Saint-Laurent-du-Mont. Manerbe les rejoint l'année suivante.
En 2016, La communauté de communes (22 communes ; 5 696 hab. ; 16 compétences) reste en l'état, bénéficiant de la dérogation de l'article L.5210-1-1 III 1° b du fait d'une densité démographique de 30,88 inférieure à 30 % de la densité démographique nationale fixée à 103,4 habitants au kilomètre carré. Les instances de cette communauté de communes s'engageaient à poursuivre leur réflexion pour aboutir à une fusion avec la communauté de communes Blangy-Pont l'Evêque Intercom avant la fin du mandat des élus.
Le 1er janvier 2015, Notre-Dame-d'Estrées et Corbon fusionnent en commune nouvelle nommée Notre-Dame-d'Estrées-Corbon.
Le 31 décembre 2017, la communauté de communes est dissoute et les communes sont partagées entre la communauté de communes Normandie-Cabourg-Pays d'Auge, la communauté de communes Blangy Pont-l'Évêque Intercom et la communauté d'agglomération Lisieux Normandie.

## Composition
Elle était composée de vingt-deux communes, toutes situées dans le canton de Mézidon-Canon à la suite du redécoupage cantonal de 2014.
| Nom                         | Code Insee | Gentilé                 | Superficie (km2) | Population (dernière pop. légale) | Densité (hab./km2) |
| --------------------------- | ---------- | ----------------------- | ---------------- | --------------------------------- | ------------------ |
| Cambremer (siège)           | 14126      | Cambremériens           | 27,05            | 1 156 (2014)                      | 43                 |
| Auvillars                   | 14033      | Auvillargeois           | 11,62            | 243 (2014)                        | 21                 |
| Beaufour-Druval             | 14231      | Beaufourquais-Druvalais | 11,34            | 436 (2014)                        | 38                 |
| Beuvron-en-Auge             | 14070      | Beuvronnais             | 9,68             | 210 (2014)                        | 22                 |
| Bonnebosq                   | 14083      | Bonnebosquais           | 12,17            | 701 (2014)                        | 58                 |
| Drubec                      | 14230      | Drubecois               | 3,14             | 112 (2014)                        | 36                 |
| Formentin                   | 14280      | Formentinois            | 5,93             | 235 (2014)                        | 40                 |
| Le Fournet                  | 14285      |                         | 2,99             | 57 (2014)                         | 19                 |
| Gerrots                     | 14300      | Gerrotais               | 3,48             | 54 (2014)                         | 16                 |
| Hotot-en-Auge               | 14335      | Hototais                | 24,05            | 310 (2014)                        | 13                 |
| Léaupartie                  | 14358      | Léaupartiens            | 3,20             | 94 (2014)                         | 29                 |
| Manerbe                     | 14398      | Manerbois               | 18,27            | 556 (2014)                        | 30                 |
| Montreuil-en-Auge           | 14448      |                         | 3,37             | 50 (2014)                         | 15                 |
| Notre-Dame-d'Estrées-Corbon | 14474      |                         | 11,52            | 234 (2014)                        | 20                 |
| Notre-Dame-de-Livaye        | 14473      |                         | 2,67             | 126 (2014)                        | 47                 |
| Repentigny                  | 14533      | Repentinois             | 2,13             | 90 (2014)                         | 42                 |
| La Roque-Baignard           | 14541      | Baignarochains          | 4,64             | 109 (2014)                        | 23                 |
| Rumesnil                    | 14550      |                         | 5,35             | 98 (2014)                         | 18                 |
| Saint-Laurent-du-Mont       | 14604      |                         | 3,48             | 193 (2014)                        | 55                 |
| Saint-Ouen-le-Pin           | 14639      | Odoniens                | 5,59             | 266 (2014)                        | 48                 |
| Valsemé                     | 14723      | Valsemerais             | 5,62             | 278 (2014)                        | 49                 |
| Victot-Pontfol              | 14743      |                         | 10,66            | 112 (2014)                        | 11                 |

## Compétences
- Aménagement de l'espace
  - Élaboration, modification, révision, approbation et suivi d'un Schéma de cohérence territoriale (SCOT)
  - Participation aux travaux d'élaboration d'une charte de pays
  - Exercice du droit de préemption dans le cadre d'opérations relevant exclusivement de l'une des compétences de la communauté de communes et entrant dans le champ d'application du droit de préemption
  - Plus généralement, la communauté de communes mène toute étude concourant à l'aménagement de l'espace communautaire, notamment par la mise en œuvre d'études et d'actions contractuelles dans le cadre de politiques de partenariats
- Développement économique
  - Aménagement, entretien et gestion de zones d'activité industrielle, commerciale, tertiaire, artisanale ou touristique d'intérêt communautaire. Les zones d'activités sur les communes de Bonnebosq, Valsemé et Corbon, Notre-Dame-d'Estrées sont d'intérêt communautaire
  - La communauté de communes exerce sur ces zones toute maîtrise d'ouvrage public aussi bien en matière de bâtiment que de viabilité et réseaux divers et procède à toutes études, achats, locations, mises à disposition et ventes
  - Organisation et gestion du Festival des AOC
  - Création et gestion d'un office de tourisme communautaire
  - La communauté de communes réalise les actions à vocation touristique définies dans le Contrat départemental de territoire et dans le contrat de pôle intercommunal
  - La communauté de communes favorise l'insertion économique et sociale des jeunes en adhérant à la Mission locale de la baie de Seine
- Protection et mise en valeur de l'environnement
  - La communauté de communes est compétente en matière d'entretien des canaux et cours d'eau non domaniaux traversant son territoire, conformément aux dispositions de l'article L 151-36 du Code rural
  - Étude d'une organisation intercommunale en matière de gestion de l'assainissement individuel et mise en œuvre de la compétence assainissement non collectif
  - La communauté de communes est compétente en matière d'élimination et de valorisation des déchets des ménages et des déchets assimilés
- Politique du logement et du cadre de vie
  - Création, extension, entretien et gestion d'une salle multimédia
  - Gestion du point info 14
  - Mise en œuvre et suivi de toutes les actions intercommunales en faveur de l'habitat, Programme local de l'habitat (PLH), Opérations programmées d'amélioration de l'habitat (OPAH)
  - Définition d'une politique local de l'habitat
- Construction, entretien et fonctionnement d'équipement culturels, sportifs et d'enseignement
  - La communauté de communes est compétente en matière de construction, d'entretien et de fonctionnement des équipements de l'enseignement préélémentaire et élémentaire, ainsi que des cantines et garderies périscolaires, et de gestion du transport scolaire des enfants des écoles maternelles et primaires (par délégation du département)
  - Création et gestion d'équipements socioculturels et sportifs intercommunaux. Tout nouveau gymnase est d'intérêt communautaire
  - La communauté de communes définit un projet éducatif local et le met en œuvre dans le cadre des procédures contractuelles, de type contrat éducatif local, contrat temps libre et contrat départemental de territoire.

## Administration
| Période      | Période       | Identité         | Étiquette | Qualité                                                                          |
| ------------ | ------------- | ---------------- | --------- | -------------------------------------------------------------------------------- |
| janvier 2002 | avril 2008    | Ambroise Dupont  | UMP       | Maire de Victot-Pontfol, vice-président du conseil général du Calvados, sénateur |
| avril 2008   | avril 2014    | François Restout | SE        | Maire de Saint-Ouen-le-Pin                                                       |
| avril 2014   | décembre 2017 | Xavier Charles   | DVD       | Maire de Montreuil-en-Auge                                                       |